# SCB Cameroun
 (août 2014).
Si vous disposez d'ouvrages ou d'articles de référence ou si vous connaissez des sites web de qualité traitant du thème abordé ici, merci de compléter l'article en donnant les références utiles à sa vérifiabilité et en les liant à la section « Notes et références ».
La SCB Cameroun (Société Commerciale de Banque Cameroun) est une banque camerounaise universelle dans le giron du groupe marocain Attijariwafa Bank depuis 2011.

## Histoire
1945 marque l’arrivée du Groupe Crédit Lyonnais au Cameroun. 
En 1962, l’État Camerounais prend des parts dans les succursales du groupe français. Cela a abouti à la création de la Société Camerounaise de Banque (SCB). 
En 1973, la SCB connaît une mutation importante; l’État camerounais devient l’actionnaire majoritaire avec 81,25 % du capital. Au milieu des années 80, la situation générale de crise qui frappe déjà l’ensemble du pays touche également le secteur bancaire.

En 1989, la SCB fait faillite. L’état Camerounais et l’associé français décide conjointement d’une scission – dissolution de la banque. Ainsi en août 1989, la Société Commerciale de Banque Crédit Lyonnais Cameroun (SCB-CLC voit le jour. Elle dispose d’un capital social de 6 milliards de FCFA répartis entre l’État Camerounais (35 %) et le Crédit Lyonnais Global Banking France (65 %).
A ce jour, et à la suite des nouvelles dispositions de la « COBAC », la SCB dispose d'un capital social de 10 milliards de FCFA.
Le 1er janvier 2002, la SCB-CLC devient Crédit Lyonnais Cameroun (CLC) et couvre sept des dix provinces que compte le Cameroun (17 agences dans 9 villes) avec un effectif d’environ 500 employés.
En décembre 2005, le Groupe Crédit Agricole rachète les parts de l'actionnaire majoritaire Crédit Lyonnais. La banque change à nouveau de dénomination pour Société Commerciale de Banque Cameroun (SCB CAMEROUN). Mais l'activité n'a pas changé (cette dernière étant intégrée dans le Groupe Crédit Agricole SA depuis 2003).

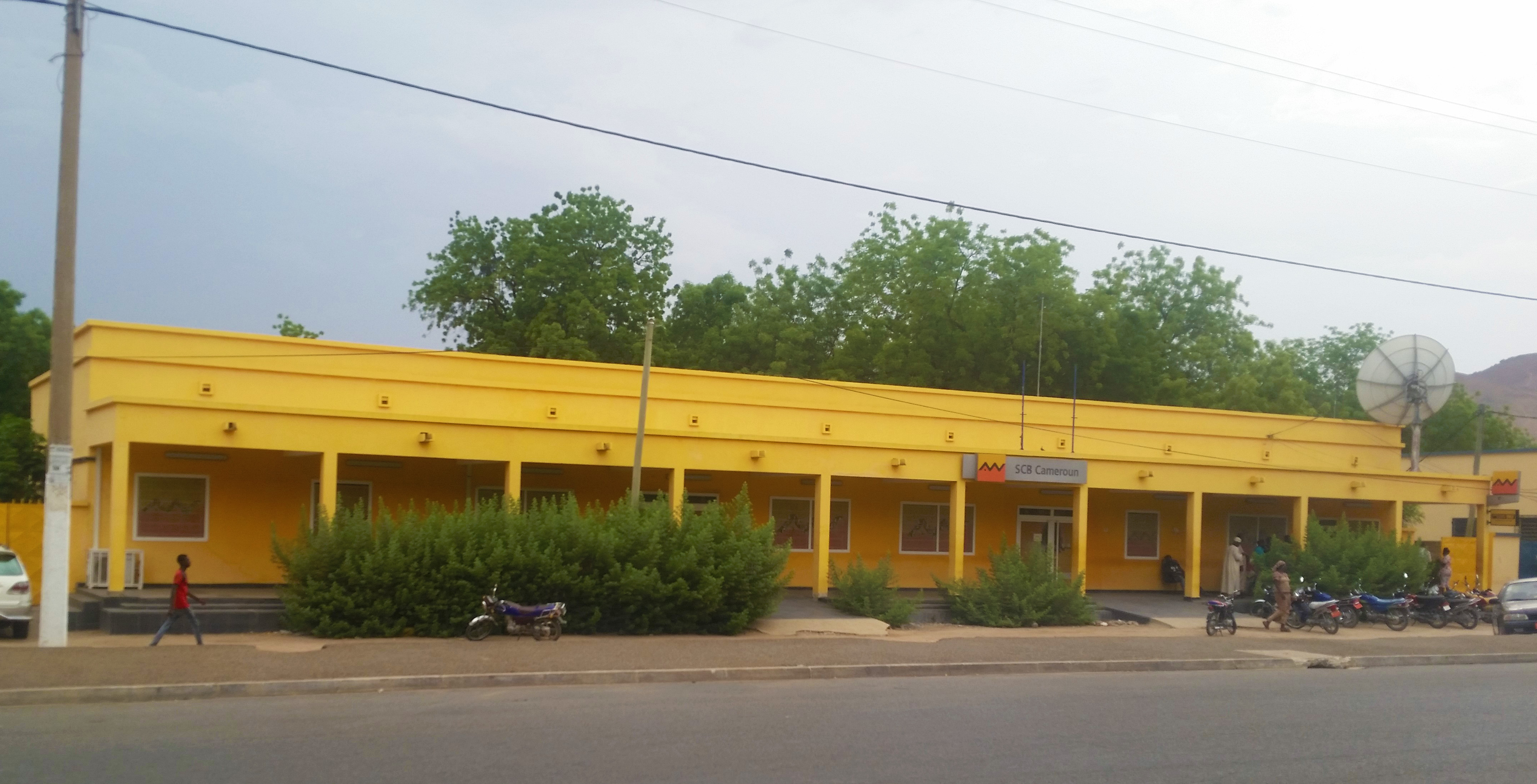
Agence SCB Cameroun à Maroua

 Le 8 avril 2011, le conseil d'administration prend acte du rachat de 51 % des actions de l'entreprise par le premier groupe bancaire d'Afrique du Nord : Attijariwafa bank. La banque prend une nouvelle dimension, internationale et africaine au sein d'une dynamique porteuse d'espoir et de développement de tous les secteurs de l'économie camerounaise.
En 2013, via le projet Power Africa initié par le président américain Barack Obama, la SCB Cameroun permet à ses clients de solliciter des fonds auprès de l'agence de crédits américaine Eximbank pour tout projet d'ordre énergétique. En 2019, la banque lance sa branche banque privée SCB Platinum. 